# W siedem dni do rzeki Ren

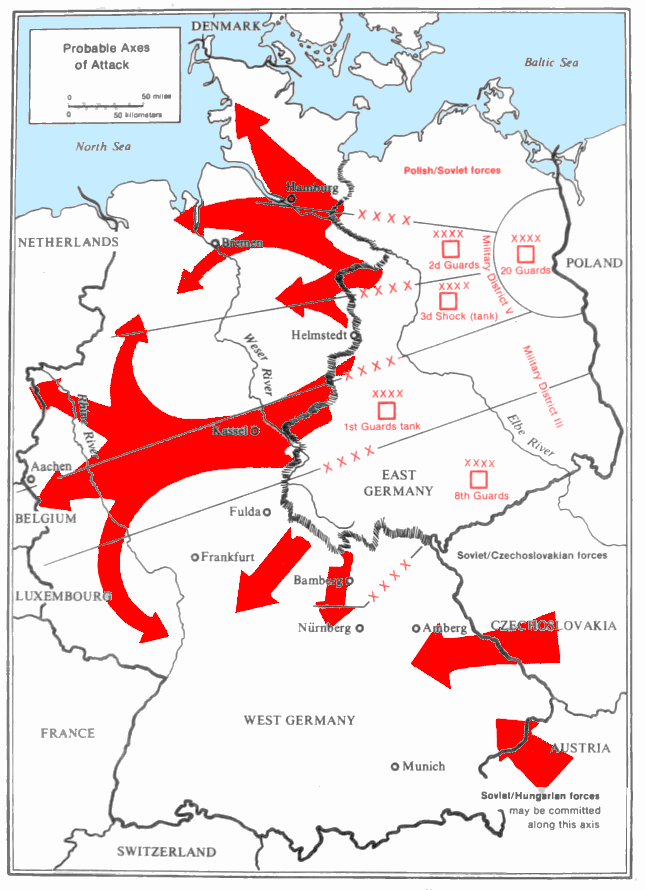
Przypuszczalny plan ataku na RFN

W siedem dni do rzeki Ren (ros. «Семь дней до реки Рейн») – ściśle tajny plan wojskowy, opracowany w 1979 przez Układ Warszawski. Zakładał scenariusz, w którym przedstawiono wizję siedmiodniowej wojny jądrowej pomiędzy siłami wojsk NATO a Układem Warszawskim. Ten prawdopodobny scenariusz III wojny światowej opracowany przez sowieckich dowódców został odtajniony przez polski rząd w 2005 roku i opublikowany przez Instytut Pamięci Narodowej. Sowiecki plan nigdy nie został wykorzystany w rzeczywistości.

## Przewidywania
Scenariusz przewidywał atak jądrowy NATO na dolinę Wisły w pierwszym uderzeniu, co uniemożliwiłoby radzieckim dowódcom wysłanie posiłków do NRD. Planiści sowieccy przewidywali, że wskutek takiego wariantu śmierć poniosłoby dwa miliony polskich cywilów, a Polska zostałaby całkowicie zniszczona. W odpowiedzi na teoretyczny atak Zachodu, sowiecki kontratak na Holandię, Belgię, Danię i RFN spowolniłby działania sił natowskich.

## Odtajnienie
Ten możliwy scenariusz III wojny światowej został ujawniony przez polskiego ministra obrony Radosława Sikorskiego po zwycięstwie Prawa i Sprawiedliwości w wyborach w 2005 roku wraz z tysiącami dokumentów Układu Warszawskiego, w celu „odcięcia się od komunistycznej przeszłości kraju” i „edukowania polskiej opinii publicznej na temat dawnego reżimu”. Sikorski oświadczył, że dokumenty związane z dawną władzą zostaną odtajnione i opublikowane przez Instytut Pamięci Narodowej w nadchodzącym roku.
Wśród ujawnionych akt znalazły się m.in. dokumenty dotyczące operacji Dunaj, inwazji Układu Warszawskiego na Czechosłowację w 1968 r. w odpowiedzi na Praską Wiosnę, akta dotyczące polskich protestów w 1970 r. oraz z okresu stanu wojennego w latach 80.
Czechy i Węgry odtajniły w latach 90. dokumenty związane z tą tematyką. Rząd polski odtajnił w tym okresie jedynie część materiałów.

## Odpowiedź wojsk Układu Warszawskiego
Mapy związane z odtajnionym planem ukazują ataki przy użyciu bomb nuklearnych na wiele państw członkowskich NATO, lecz z wykluczeniem Francji i Wielkiej Brytanii. Celem działań wojsk Układu Warszawskiego byłoby zajęcie RFN, Austrii, Danii i Holandii w ciągu siedmiu dni. Granicą wszystkich zdobytych ziem miałaby być rzeka Ren. Sowieci planowali użycie 7,5 megaton broni atomowej w trakcie trwania konfliktu. Wiedeń miał być zbombardowany dwiema pięciusetkilotonowymi bombami, podczas gdy Vicenza i Werona pojedynczymi pociskami o mocy 500 kiloton. Stuttgart, Monachium i Norymberga również miały być zniszczone bronią jądrową, a następnie zajęte przez wojska czechosłowackie i węgierskie.

## Dodatkowy plan
Dowódcy radzieccy planowali zdobyć Lyon po upływie dziewięciu dni od rozpoczęcia ataku i ostatecznie dotrzeć do pasma górskiego Pirenejów.